# Augustine Simo
Augustine Simo (* 18. August 1978 in Bangangté) ist ein ehemaliger kamerunischer Fußballspieler.

## Karriere

### Verein
Simo begann seine fußballerische Laufbahn in seinem Heimatland Kamerun. Dort spielte er unter anderem für PWD Bamenda und Aigle Nkongsamba, ehe er wegen seines Talents nach Europa gelockt wurde. 1995 wurde er vom italienischen Klub Torino Calcio, später FC Turin, unter Vertrag genommen. Bei den Bullen kam er zu seinem Profidebüt im bezahlten Fußball. Am Saisonende musste die Serie-A-Mannschaft an den Relegationsspielen teilnehmen, um den Verbleich in der höchsten italienischen Liga zu sichern, was allerdings nicht gelang. Anschließend wechselte der Mittelfeldspieler in die Schweiz zum FC Lugano, wo Simo zum Stammspieler aufstieg. Erneut musste der Kameruner mit einem Klub in die Relegationsspiele. Dieses Mal sicherte er sich mit dem Klub den Klassenerhalt. Seine Leistungen blieben anderen europäischen Teams nicht verborgen und der Defensivspieler transferierte im Sommer 1996 zum französischen Verein AS Saint-Étienne in die Division 2. Wie für den Klub, verlief die Saison auch für Simo nicht gut, so dass sich beide nach nur einem Jahr wieder trennten. Den Mittelfeldakteur zog es schließlich wieder in die Schweiz, wo er bei Neuchâtel Xamax unterzeichnete. In den kommenden vier Jahren war er hier Leistungsträger und wichtige Säule des Teams. In seinem zweiten Jahr bei Xamax war der Klub vor dem Abstieg in die Nationalliga B, sicherte sich den Verbleib aber in der Auf- bzw. Abstiegsrunde. Auch im Folgejahr ereilte dieses Schicksal den Klub, konnte er es aber erneut abwenden. 2003/04 sicherte man sich den Klassenerhalt vorzeitig und erreichte Rang sechs, wobei mit einem Punktgewinn mehr Platz drei zu erreichen war. Simo verließ den Klub und schloss sich Ligakonkurrent FC Zürich an. Hier hatte er es schwer einen Stammplatz zu erobern und nach nur einem Jahr zog der Afrikaner weiter zum FC Aarau, bei dem wieder auf ihn gesetzt wurde. Zwei Spielzeiten später erfolgte ein erneuter Vereinswechsel und Simo unterschrieb im Juli 2006 beim Urania Genève Sport. Bereits im Oktober des gleichen Jahres ließ er sich an den israelischen Klub Hapoel Petach Tikwa verleihen. Nach seiner Rückkehr war er die nächsten fünf Spielzeiten Stammspieler, weitere zwei Jahre blieb er auch danach beim Verein. Dann beendete er seine Karriere.

### Nationalmannschaft
Simo war Nationalspieler Kameruns. Insgesamt kam er zu 23 A-Nationalmannschaftsbegegnungen. 1996 wurde er für sein erstes Turnier nominiert. Im Alter von 17 war der Mittelfeldakteur im Aufgebot für den Africa Cup 1995. Damals reiste die Auswahl von Trainer Jules-Frederic Nyongha mit einem jungen Team an. Jünger als Simo waren noch Pierre Womé und Joseph Marie Tchango. Sein Afrikameisterschafts-Debüt gab Simo am 13. Januar 1996 gegen Südafrika. In der 54. Minute wurde das damalige Talent für Tchango eingewechselt. Bereits in der Folgepartie fünf Tage später gegen Ägypten stand er in der Startformation. Auch die letzte Vorrundenpartie bestritt der Jungnationalspieler. Zwei Jahre später wurde Simo erneut berufen. Noch immer zählte er zu den jüngsten. Simos größter Erfolg war die Teilnahme an der WM 1998 in Frankreich. Für diese wurde er von Nationaltrainer Claude Le Roy in den Kader seines Landes berufen. Im Gruppenspiel gegen Österreich, am 11. Juni 1998, kam er zu seinem einzigen Einsatz während des Turniers. In der Startformation auflaufend, wurde der Mittelfeldspieler in der 65. Minute gegen Salomon Olembé ausgewechselt. Das Spiel endete 1:1.
Zuvor spielte Simo bereits in den Nachwuchsmannschaften Kameruns. 1995 nahm er mit der U-20 an der Junioren-Fußballweltmeisterschaft teil, wo sein Team im Viertelfinale gegen den späteren Sieger Argentinien ausschied. Im Turnierverlauf wurde er in allen vier möglichen Spielen eingesetzt.